# Carlos Rubén Rivera
Carlos Rubén Rivera Moulton (Panama, 30 maggio 1979) è un ex calciatore panamense, di ruolo difensore.

## Carriera

### Club
Ha giocato nel campionato panamense, colombiano e iraniano.

### Nazionale
Con la maglia della Nazionale ha collezionato 63 presenze tra il 2004 e il 2010.